# Karl Emil Franzos
Karl Emil Franzos est un écrivain austro-hongrois de confession juive né en 1848 en Galicie et mort à Berlin en 1904. 

## Œuvre
Son œuvre fait le portrait de l'univers ashkénaze et évoque avec bonheur le monde en pleine mutation des juifs de l'Est. Il dépeint de manière réaliste les conditions de vie sociales, personnelles et historiques de cette communauté en butte à l'antisémitisme. Sa foi en la raison, sa croyance en l’éducation font de lui l’un des derniers représentants des Lumières, de la Haskala. Il est aussi connu pour avoir réalisé la première édition critique de Woyzeck, le drame inachevé de Georg Büchner mort en 1837. Estimant que la pièce inachevée de Büchner était injouable, il décide de compléter certaines scènes et d’en réécrire d’autres. Il est aussi le directeur d'une revue, Die Zukunft, dans laquelle Stefan Zweig publia son premier poème Rosenknospen (« Boutons de rose »).
Son roman Der Präsident a fait l'objet d'un film homonyme réalisé par Carl Theodor Dreyer en 1919. Il s'agit du premier long métrage du réalisateur.

## Œuvres principales
- 1876 : Aus Halb-Asien.
- 1877 : Le Shylock De Barnow et autres récits, Publications de l'Université de Rouen, 1998
- 1884 : Der Präsident
- 1891 : Judith Trachtenberg, Publications de l'Université de Rouen, 2003,  (ISBN 9782877753555)
- 1905 : Der Pojaz, Eine Geschichte Aus Dem Osten, disponible en allemand aux éditions Rotbuch Verlag, 2005. En traduction française: Sender le bouffon, traduit et préfacé par Laurent Cassagnau, les éditions Circé, Strasbourg, 2019